# Betty Ford

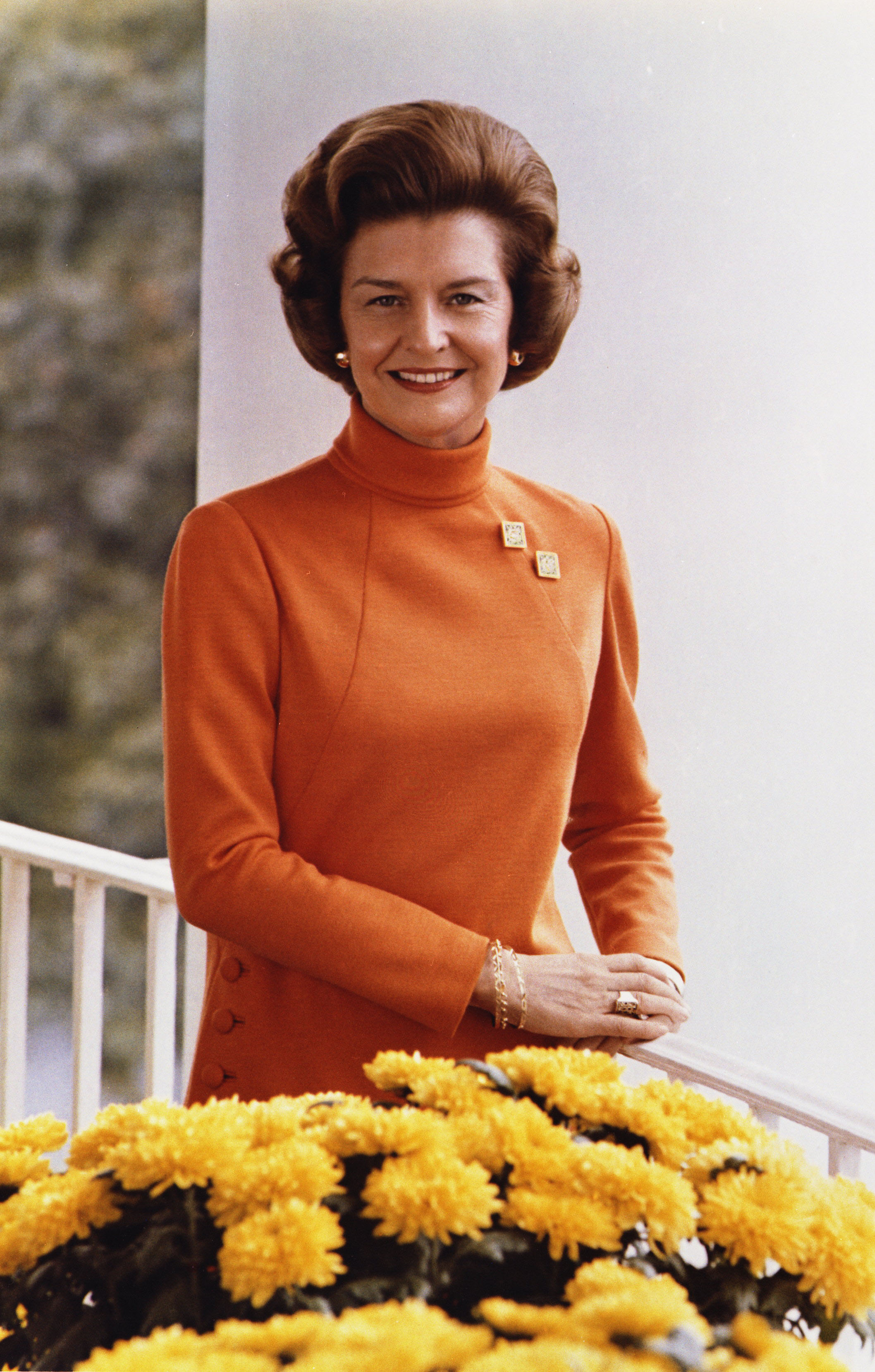
Betty Ford (1974)

Betty Ford (geborene Elizabeth Ann Bloomer; * 8. April 1918 in Chicago; † 8. Juli 2011 in Rancho Mirage, Kalifornien) war die Ehefrau des 38. US-Präsidenten Gerald Ford und die First Lady der Vereinigten Staaten vom 8. August 1974 bis zum 20. Januar 1977.

## Jugend und Studium
Betty war das dritte Kind und die einzige Tochter von Hortense Neahr und William Stephenson Bloomer. Sie hatte zwei ältere Brüder, Robert und William jr.
Sie wuchs ab dem Alter von drei Jahren in Grand Rapids (Michigan) auf und absolvierte die dortige Central High School. Sie studierte Tanz im Calla Travis Dance Studio und legte dort 1935 ihren Abschluss ab.
Nach dem Schwarzen Donnerstag, den Betty als Elfjährige miterlebte, begann sie als Model zu arbeiten und andere Kinder im Tanzen zu unterrichten. Dabei lehrte sie Foxtrott, Walzer und den afroamerikanischen Big Apple. Während der Weltwirtschaftskrise hatte die unabhängige First Lady Eleanor Roosevelt einen großen Einfluss auf Betty Bloomer.
Als Betty sechzehn war, starb ihr Vater. 1936 beendete sie die High School und wollte ihre Tanzausbildung in New York fortsetzen. Ihre Mutter erlaubte es nicht. Stattdessen besuchte Betty während der folgenden zwei Jahre die Bennington School of Dance in Bennington, Vermont, wo sie von Martha Graham unterrichtet wurde. Martha war eine anspruchsvolle Lehrerin, die hohe Anforderungen an die junge Betty stellte.

## Berufsleben
Betty zog nach Chelsea in Manhattan um. Das Tanzstudium finanzierte sie durch ihre Arbeit als Mannequin in der Agentur von John Robert Powers. Betty wurde als Zweitbesetzung in Martha Grahams Tanzkompanie aufgenommen und konnte schließlich in der Carnegie Hall auftreten.
Bettys Mutter Hortense war gegen die Karrierewahl ihrer Tochter und verlangte deren Rückkehr nach Hause, doch Betty weigerte sich. Erst 1941 kehrte Betty nach Grand Rapids zurück; sie arbeitete als Assistentin in der Modeabteilung des Kaufhauses Herpolsheimer’s. Sie baute eine eigene Tanzgruppe auf und unterrichtete Tanz in Grand Rapids, u. a. im Calla Travis Dance Studio. Außerdem gab sie gehörlosen Kindern und Kindern mit Sehbehinderung Unterricht in Gesellschaftstanz. Der noch immer bestehenden Segregation von Weißen und Schwarzen zum Trotz gab sie wöchentlichen Tanzunterricht für afroamerikanische Kinder.

## Ehe und Familie
Unter den Männern, mit denen sie sich verabredete, befand sich William G. („Bill“) Warren, ein Möbelhändler, den sie seit dem Alter von zwölf Jahren gekannt hatte. Bettys Mutter und ihr Stiefvater, Arthur Godwin, billigten das Zusammensein der beiden nicht. Schließlich willigten sie in die Hochzeit von Betty und Bill ein, die bei ihnen zuhause im Jahr 1942 stattfand. Sie ließen sich 1947 aufgrund einiger Unverträglichkeiten scheiden.
Nicht lange danach lernte sie Gerald Ford jr. kennen, der am College bekannt für seine Erfolge beim Football war. Er hatte an der University of Michigan und der Yale Law School studiert und kandidierte bald für den Parteitag. Am 15. Oktober 1948 heiratete sie ihn in der Grace Episcopal Church in Grand Rapids.
Sie hatten vier Kinder:
- Michael Gerald Ford (* 1950), Seelsorger

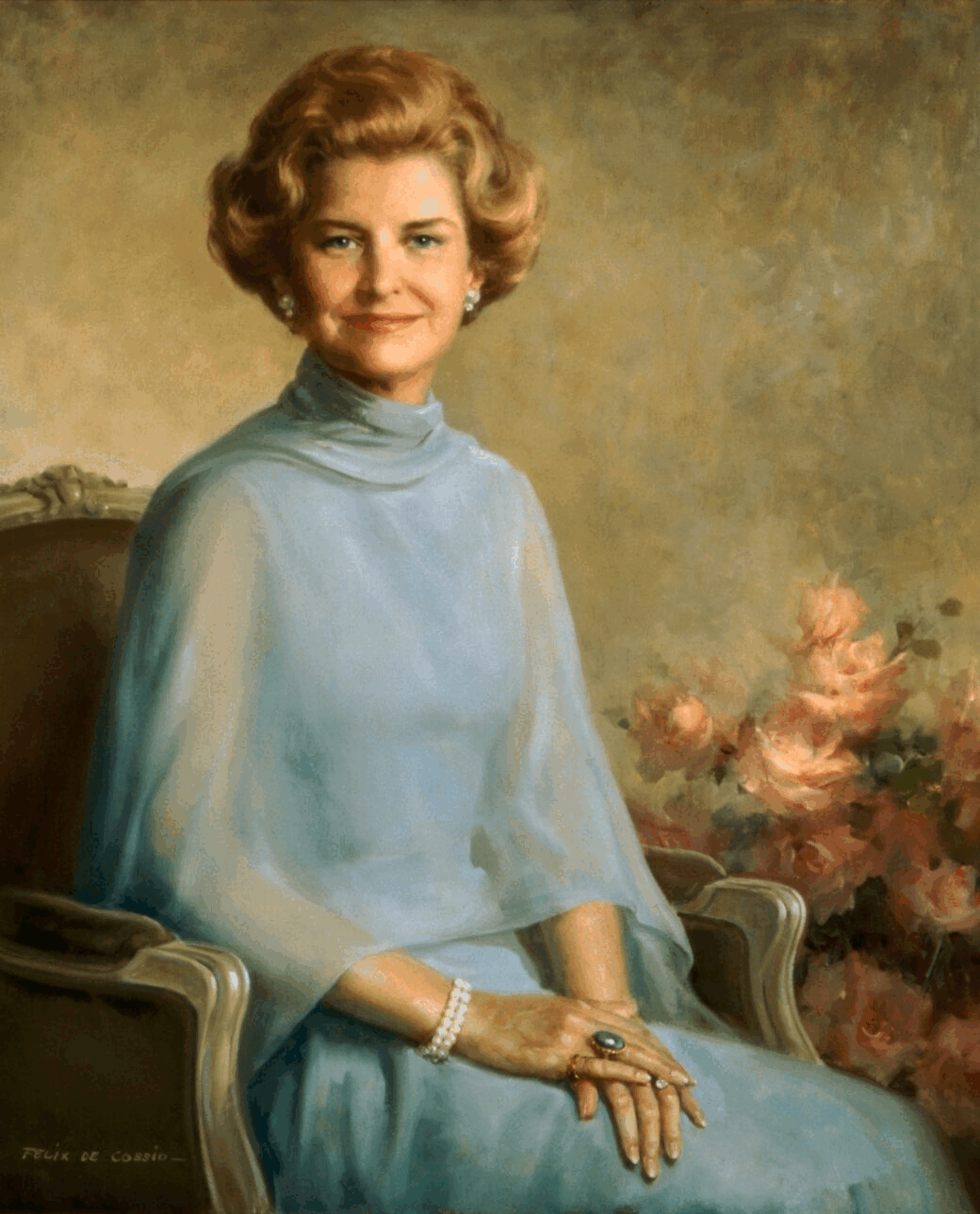
Offizielles Porträt

- John Gardner „Jack“ Ford (* 1952), Journalist und PR-Berater
- Steven Meigs Ford (* 1956), Schauspieler und Rodeoreiter
- Susan Elizabeth Ford Vance Bales (* 1957), Fotografin

2005 waren die Fords siebenfache Großeltern.
1974 trat der 1973 zum US-Vizepräsidenten ernannte Gerald Ford die Nachfolge Richard Nixons als US-Präsident an, nachdem dieser infolge der Watergate-Affäre zurückgetreten war. Während ihrer Zeit als First Lady hatte Betty Ford am 28. September 1974 eine Mastektomie zu überstehen. Zwei Wochen später musste sich Happy Rockefeller ebenfalls einer Brustkrebsbehandlung unterziehen, die als Ehefrau des designierten Vizepräsidenten Nelson Rockefeller ihre Nachfolgerin als Second Lady antrat.
Betty Ford litt längere Zeit an Alkoholismus. Es gelang ihr, sich im Long Beach Naval Hospital von dieser Krankheit zu befreien. Daraufhin gründete sie 1982 in Kalifornien das Betty Ford Center, eine Drogen- und Alkoholentziehungsklinik, die heute von ihrer Tochter Susan geleitet wird. Auch Prominente wie beispielsweise Elizabeth Taylor ließen sich in der Klinik behandeln.

## Späteres Leben
Betty Ford veröffentlichte 1978 unter dem Titel The Times of My Life ihre Autobiografie. 1987 wurde sie auf dem Michigan Women’s Hall of Fame verewigt. Gemeinsam mit ihrem Mann erhielt sie 1999 die Congressional Gold Medal.
Ford starb 2011 im Alter von 93 Jahren.